# Bursera heteresthes
Bursera heteresthes är en tvåhjärtbladig växtart som beskrevs av Arthur Allman Bullock. Bursera heteresthes ingår i släktet Bursera och familjen Burseraceae. Inga underarter finns listade i Catalogue of Life.